# Presidente da Ossétia do Sul
O Presidente da Ossétia do Sul é o Chefe de Estado da República da Ossétia do Sul – Estado da Alânia (que é parte de jure da Geórgia).
O cargo foi criado em 1990, com o lento desmantelamento da URSS, na época a Ossétia do Sul era apenas uma divisão administrativa e o nome dado a seu chefe foi de Presidente do Conselho Supremo da Ossétia do Sul. A nomenclatura permaneceu mesmo depois da independência da Geórgia, o nome passou a ser de Presidente somente no ano de 1996 após decisão válida a todos os chefes de Divisões Administrativas da Geórgia que eram denominadas repúblicas, curiosamente esta mudança de nome não teve a ver com reivindicações de movimentos separatistas.
Com a declaração de independência da Ossétia do Sul e da Abecásia em relação a Geórgia, após a eclosão da chamada Guerra da Ossétia do Sul, o cargo de Presidente da Ossétia do Sul ganhou mais importância, pois passou a ser o chefe de uma república independente. . 
O primeiro ocupante da função foi Torez Kulumbegov, ainda na URSS, já nos meados da década de 1990, Lyudvig Chibirov foi o primeiro a ser denominado apenas como presidente. Eduard Kokoyty foi o primeiro a ocupar o cargo após a independência e Alan Gagloyev é o atual ocupante da Presidência Sul-Osseta. 

## Lista de presidentes da Ossétia do Sul (1990-presente)
| Nº                                               | Retrato                                          | Presidente                                       | Mandato                                          | Partido                                          |
| Presidente do Conselho Supremo da Ossétia do Sul | Presidente do Conselho Supremo da Ossétia do Sul | Presidente do Conselho Supremo da Ossétia do Sul | Presidente do Conselho Supremo da Ossétia do Sul | Presidente do Conselho Supremo da Ossétia do Sul |
| ------------------------------------------------ | ------------------------------------------------ | ------------------------------------------------ | ------------------------------------------------ | ------------------------------------------------ |
| 1                                                |                                                  | Torez Kulumbegov                                 | 10 de outubro de 1990 – 4 de maio de 1991        | Independente                                     |
| 2                                                |                                                  | Znaur Gassiev                                    | 4 de maio de 1991 – 9 de setembro de 1992        | Independente                                     |
| 3                                                |                                                  | Torez Kulumbegov                                 | 9 de setembro de 1992 – 17 de setembro de 1993   | Independente                                     |
| 4                                                |                                                  | Lyudvig Chibirov                                 | 17 de setembro de 1993 – 27 de novembro de 1996  | Independente                                     |
| Presidente da República da Ossétia do Sul        |                                                  |                                                  |                                                  |                                                  |
| 1                                                |                                                  | Lyudvig Chibirov                                 | 27 de novembro de 1996 – 18 de dezembro de 2001  | Independente                                     |
| 2                                                |                                                  | Eduard Kokoity                                   | 18 de dezembro de 2001 – 10 de dezembro de 2011  | Partido da Unidade                               |
| -                                                |                                                  | Vadim Brovtsev (em exercício)                    | 10 de dezembro de 2011 – 19 de abril de 2012     | Partido da Unidade                               |
| 3                                                |                                                  | Leonid Tibilov                                   | 19 de abril de 2012 – 21 de abril de 2017        | Independente                                     |
| 4                                                |                                                  | Anatoliy Bibilov                                 | 21 de abril de 2017 – 24 de maio de 2022         | Ossétia Unida                                    |
| 5                                                |                                                  | Alan Gagloyev                                    | 24 de maio de 2022 - presente                    | Nykhaz                                           |

## Ligações Externas
- «Página oficial» (em russo)